# Андре Хелер
Андре Хелер (на немски: André Heller) е австрийски белетрист, поет, певец, актьор, акционист.

## Биография

### Детство
Андре Хелер е роден на 22 март 1947 г. във Виена в заможно еврейско семейство на фабрикант на захарни изделия. След Втората световна война бащата живее главно в Париж и по тази причина Андре Хелер първоначално има френско гражданство. По собствените му думи още през училищните години от значение за неговата литературна ориентация са били почти всекидневните му посещения в „Café Hawelka“. В това виенско кафене той среща писатели като Фридрих Торберг, Ханс Карл Артман, а също Елиас Канети, Ханс Вайгел и Хелмут Квалтингер, с когото по-късно си сътрудничи и заедно излизат на сцената.

### Артистична дейност
В продължение на 15 години Андре Хелер си съзсъва име като певец на шансони и на собствени песни. Работи с международноизвестни творци като Астор Пиацола, Дино Салуци, Фреди Хъбърд. През 1975 г. Хелер предприема успешно концертно турне в Израел.
В началото на 80-те години Андре Хелер се заема предимно със зрелищни инсценировки, артистични акции и художествени инсталиции. През 1982 г. приключва с успешната си концертна дейност.
Сам Андре Хелер се смята за „акционист“ – неговата цел е художествената „акция“, която трябва да привлече вниманието на публиката върху неочаквани и провокиращи „естетически преживявания“, да предизвика активно съучастие и емоционално освобождаване.

## Творчество

### Литературни текстове
- Sie nennen mich den Messerwerfer, 1974
- Auf und davon, 1979
- Die Sprache der Salamander – Lieder 1971–1981, 1981
- Flic Flac – Ein poetisches Varieté fotografiert von Stefan Moses, 1982
- Wallfahrten zum Allerheiligsten der Phantasie, 1990
- Schlamassel, 1993
- Bilderleben – Öffentliches & Privates, 2000.
- Als ich ein Hund war, 2001.
- Schattentaucher, 2003 (Потъване в сенките)
- Wie ich lernte, bei mir selbst Kind zu sein: Eine Erzählung, 2008
- Wienereien oder ein absichtlicher Schicksalsnarr, 2012
- Das Buch vom Süden, 2016

### Дискография
- Nr. 1 (1970)
- Platte (1971)
- Das war André Heller (1972)
- Neue Lieder (1973)
- A Musi A Musi (1974)
- Andrè Heller poetic sound (1975)
- Bei lebendigem Leib (live, 1975)
- Die frühen Jahre 1966–1969 (1975)
- Abendland (1976)
- Basta (1978)
- Bitter und Süß (live, 1978)
- Ausgerechnet Heller (1979)
- Heurige und gestrige Lieder (gemeinsam mit Helmut Qualtinger, 1979)
- Verwunschen (1980)
- Stimmenhören (1983)
- Narrenlieder (1985)
- Liebeslieder (1989)
- Kritische Gesamtausgabe 1967–1991 (1991)
- Ruf und Echo (2003)
- Bestheller 1967–2007 (2008)

### Акции, инсталации, инсценировки, дизайн
- 1981 – Флик-флак, поетическо вариете като част от Виенския фестивал, с което тръгва на турне из Европа.
- 1983 – Teatro de Fogo (Театър на огъня), пиро-поема по образеца на бароковите светлинни и цветни игри, Лисабон.
- 1984 – Сгромолясване през сънища, огнен спектакъл пред берлинския Райхстаг.
- 1984 – Огнен театър с облак от звуци, представен пред сградата на берлинския Райхстаг.
- 1985 – Не вярвай в идилията, картина от цветя, съставена от 40 000 растения, създадена за федералното градинско изложение в Берлин.
- 1985 – Надарени тела, спектакъл в „Дойчес театър“, Мюнхен, с участието на 60 китайски жонгльори, еквилибристи и акробати.
- 1986 – Поетическа градина, оформени от цветя изказвания на велики писатели, Грац.
- 1986 – Небесни знаци, скулптури от балони с горещ въздух, летящи в небето на Лондон, Мюнхен, Венеция, Осло, Ню Йорк, Москва, Сан Франциско и над Ниагарския водопад.
- 1986 – Салют за Олга, спектакъл, с който Хелер възнамерява да възобнови вариететните изкуства.
- 1987 – Luna Luna, организиран от Хелер „Фестивал на модерното изкуство“ в Хамбург с участието на известни съвременни художници като Рой Ликтънстайн, Салвадор Дали, Йозеф Бойс, Кийт Харинг, Фриденсрайх Хундертвасер и Джим Уайтинг.
- 1987 – Да разсмееш, парад на клоуни.
- 1988 – Body and Soul (Тяло и душа), шоу на афроамериканската култура с музиканти, певци, танцьори и артисти в гротескна комедия от Харлем, Мубале и Ню Орлиънс, с изпълнения на спиричуъл, диксиленд, рагтайм, бибоп, блус, соул, скат, степ.
- 1988 – Giardino Botanico, ботаническа градина на „Фондация Андре Хелер“ в Гардоне Ривиера, Италия.
- 1989 – Китайски национален цирк.
- 1991 – Jagmandir, ексцентричен частен театър на Махарана от Удайпур, Индия.
- 1991 – Потъваща великанка, скулптура от цветя в парка на двореца Шьонбрун, Виена.
- 1991 – WonderHouse (Дом на чудесата) на Бродуей, Ню Йорк.
- 1992 – Бамбуковият човек, 55-метрова скулптура, плаваща в пристанището на Хонг Конг.
- 1992 – Wintergarten-Varieté (Вариете-Зимна градина), създаден по случай строежа на театър в Берлин.
- 1995 – Swarovski Crystal Worlds (Сваровски – Кристални светове), създаден във Ватенс, Тирол, Австрия.
- 1997 – Кораб от сол в Мъртво море, Израел.
- 1997 – Немият пророк, светлинна скулптура в Мароко.
- 1997 – Yumé-полет през сънища, японски калейдоскоп, турне в Токио и Европа.
- 1999 – Гласовете на Бог, спектакъл с певци на спиричуъл, музиканти и танцьори, представители на 12 култури, Маракеш, Мароко.
- 2000 – Земният дух, 14-метрова скулптура, полу-човек, полу-птица, бдяща над павилиона „Living Planet Square“ по време на международното изложение Expo 2000.
- 2002 – В сърцето на светлината – нощта на примадоните, представяне на измислен и инсцениран от Хелер мит.
- 2002 – В „Théâtre du Châtelet“ в Париж под режисурата на Хелер са представени Очакване от Арнолд Шьонберг и Човешкият глас от Франсис Пуленк в сътрудничество с оперната певица Джеси Норман.
- 2005 – Африка! Африка!, африканска музика, танци и акробати, премиера във Франкфурт на Майн.
- 2011 – Magnifico, фантастично шоу с коне – калейдоскоп от приказни сцени.
- 2012 – Bon Voyage, вечер за живота и песните на кабаретната актриса Грета Келер във виенския „Фолкстеатер“.
- 2015 – Откриване на 'Al Noor Insel' в Шарджа, Обединени арабски емирства.
- 2016 – Откриване на 'Anima Gartens', югоизточно от Маракеш, Мароко.
- 2016 – Богиня на времето, скулптура пред развалините на замъка Тагенбрун, Санкт Файт ан дер Глан, Каринтия, Австрия.

## Награди и отличия
- 1986: Bambi
- 1993: Berliner Bär
- 2004: Amadeus Austrian Music Award für „Ruf und Echo“
- 2011: Romy für Scheitern, Scheitern, besser Scheitern als Beste Dokumentation TV
- 2011: Ferdinand-Raimund-Ring
- 2015: Platin-Romy für das Lebenswerk